# Komitat Neutra
Das Komitat Nyitra, auch Komitat Neutra genannt (deutsch auch Neutraer Gespanschaft; ungarisch Nyitra vármegye, slowakisch Nitrianska stolica/župa oder Nitriansky komitát, lateinisch comitatus Nitriensis), war eine Verwaltungseinheit im Nordwesten des Königreichs Ungarn. Verwaltungssitz war Nyitra.
Das große Gebiet liegt in der heutigen Westslowakei.

## Lage

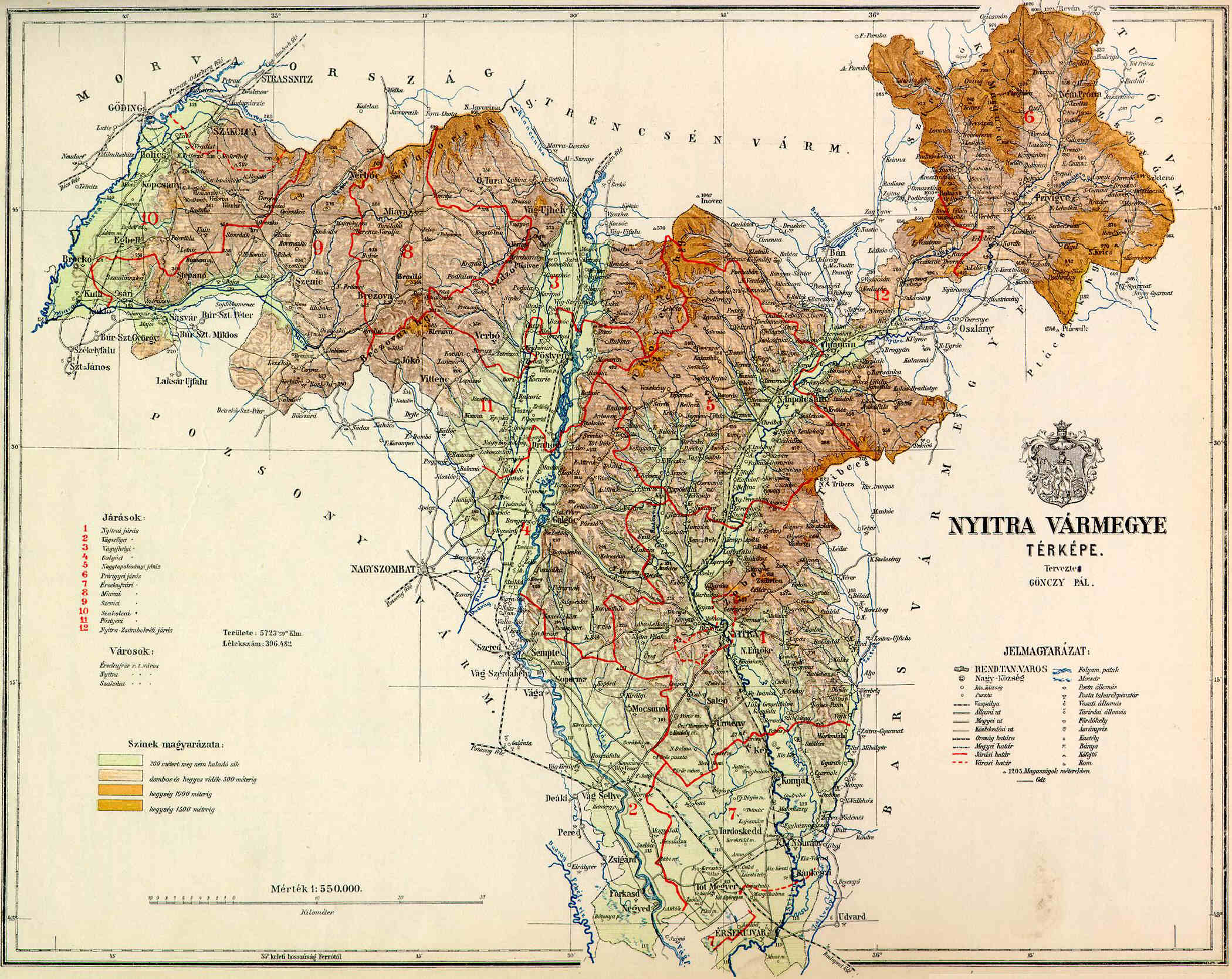
Karte des Komitats Nyitra um 1890

Das Komitat Neutra grenzte im Norden an das Komitat Trentschin (Trencsén), im Nordosten an das Komitat Turóc, im Osten an das Komitat Bars, im Süden an das Komitat Komorn (Komárom), im Westen an das Komitat Pressburg (Pozsony) und im Nordwesten an das österreichische Mähren.
Das Komitat bestand aus einem Gebiet zwischen dem Fluss March im Norden und der Stadt Érsekújvár im Süden, hinzu kam seit dem 11. Jahrhundert ein nur über einen schmalen Streifen mit dem restlichen Komitat verbundenes Gebiet um die Stadt Privigye herum. Das Gebiet wurde von der Waag und Neutra durchflossen und hatte 1910 457.455 Einwohner auf einer Fläche von 5519 km².

## Verwaltungssitze
Der Verwaltungssitz des Komitats war ursprünglich die Burg Neutra und seit dem Mittelalter die Stadt Nyitra (deutsch Neutra).

## Geschichte
Eine Art Vorgänger des Komitats Neutra existierte schon im 9. Jahrhundert während der Herrschaft Großmährens über dieses Gebiet. Nachdem die Gegend etwa 925 durch ungarische Stammesführer besetzt wurde, entstand wahrscheinlich um etwa 1000 herum das Komitat als eines der ersten im Königreich Ungarn.
Das Gebiet um Privigye wurde dem Komitat im 11. Jahrhundert, der westliche Teil des Komitats (das Gebiet um die Waag sowie die Gebiete westlich davon) Anfang des 14. Jahrhunderts angeschlossen.
Im 16. und 17. Jahrhundert (bis 1685) waren die südlichsten Teile des Komitats die meiste Zeit von den Osmanen besetzt und wurden daher Bestandteil des Osmanischen Reichs.
Ende 1918 besetzten tschechoslowakische Truppen das Gebiet und es kam durch den Vertrag von Trianon 1920 zur neu entstandenen Tschechoslowakei. Dort bestand es als Nitrianska župa bis 1928, wobei aber die Kompetenzen dieses Verwaltungsgebietes völlig verschieden zu den vorherigen waren und auch die Grenzen 1923 geringfügig verändert wurden.
1938 bis 1945 war das Gebiet des ehemaligen Komitats südlich der Stadt Nitra aufgrund des Ersten Wiener Schiedsspruchs von Ungarn besetzt. Dieser Teil wurde mit den ebenfalls von Ungarn besetzten Teilen des Komitats Pressburg zum Komitat Nyitra-Pozsony vereinigt. Als Komitatssitz wurde Nové Zámky (ungarisch Érsekújvár) festgelegt. Während der Unabhängigkeit der Slowakei in den Jahren 1939 bis 1945 bestand ab 1940 im slowakischen Teil die (quasi wiedererschaffene) Verwaltungseinheit Nitrianska župa.
Nach dem Krieg wurde die Tschechoslowakei wiederhergestellt, und 1993 kam das Gebiet nach der Auflösung derselben zur unabhängigen Slowakei. Heute gehört das Gebiet zum 1996 geschaffenen Neutraer Landschaftsverband (Nitriansky kraj) sowie zum Trentschiner Landschaftsverband (Trenčiansky kraj) und Tyrnauer Landschaftsverband (Trnavský kraj).
Das Gebiet des Komitats wurde chronologisch wie folgt administrativ eingegliedert:
- 1918–1928: Nitrianska župa (Neutraer Gespanschaft), CS
- 1928–1939: Slovenská krajina/zem (Slowakisches Land), CS
- 1938–1945: Nyitra és Pozsony k.e.e. vármegye (vorläufig vereint verwaltete Komitate Neutra und Preßburg), H (südlicher Teil)
- 1940–1945: Nitrianska župa (Neutraer Gespanschaft), SK (nördlicher Teil)
- 1945–1948: Slovenská krajina (Slowakisches Land), CS
- 1949–1960: Nitriansky kraj (Neutraer Landschaftsverband – mit dem heutigen nicht zu verwechseln), CS
- 1960–1990: Západoslovenský kraj (Westslowakischer Landschaftsverband) + Stredoslovenský kraj (Mittelslowakicher Landschaftsverband), CS
- seit 1996: Nitriansky kraj (Neutraer Landschaftsverband) + Trenčiansky kraj (Trentschiner Landschaftsverband) + Trnavský kraj (Tyrnauer Landschaftsverband), SK

## Bezirksunterteilung

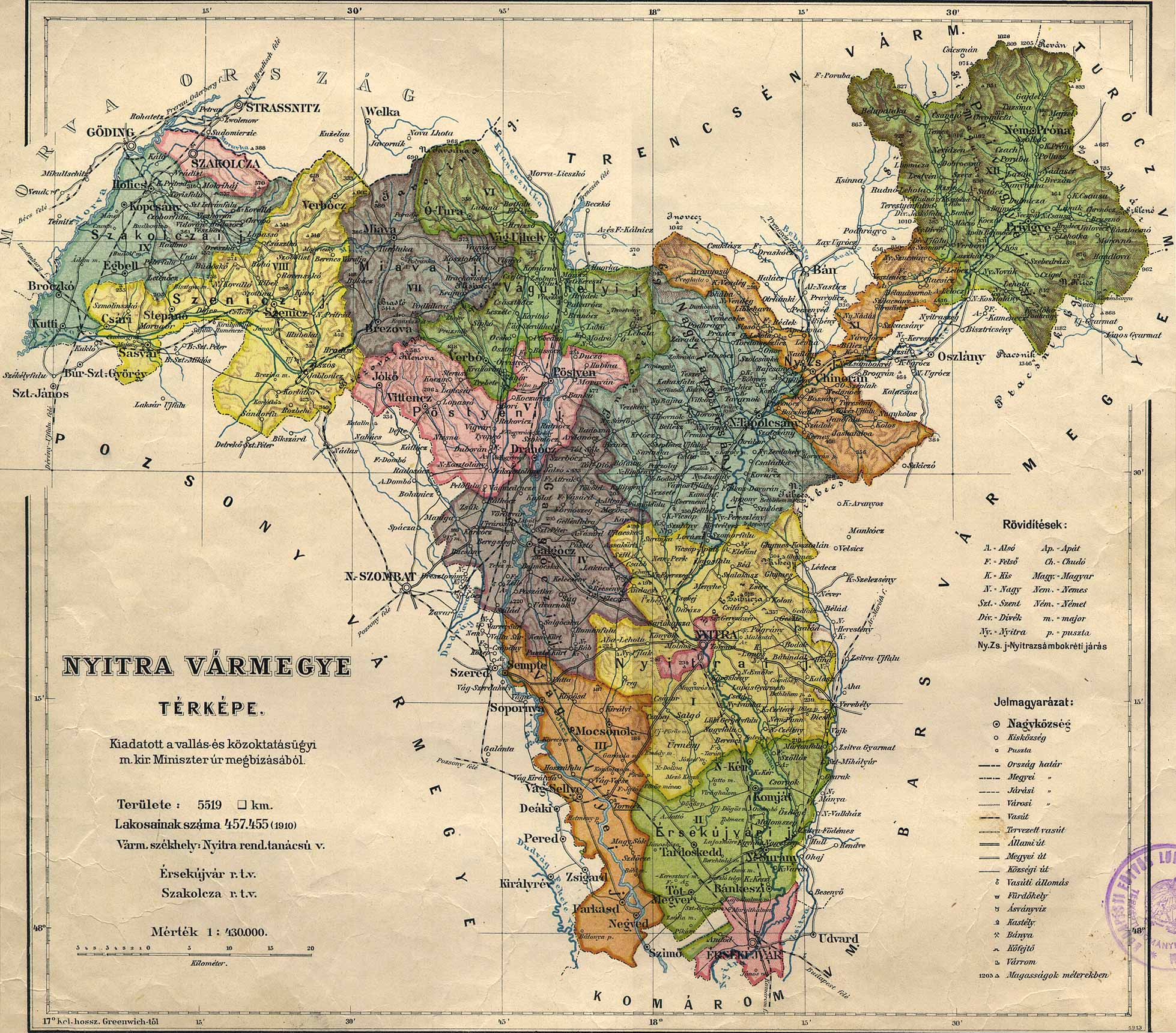
Administrative Karte

Im frühen 20. Jahrhundert bestanden folgende Stuhlbezirke (meist nach dem Namen des Verwaltungssitzes benannt):
| Stuhlbezirke (járások)                   | Stuhlbezirke (járások)                       |
| Stuhlbezirk                              | Verwaltungssitz                              |
| ---------------------------------------- | -------------------------------------------- |
| Nyitra                                   | Nyitra, heute Nitra                          |
| Galánta                                  | Galánta, heute Galanta                       |
| Vágsellye, heute Šaľa                    | Tornóc, heute Trnovec nad Váhom              |
| Vágújhely                                | Vágújhely, heute Nové Mesto nad Váhom        |
| Galgóc                                   | Galgóc, heute Hlohovec                       |
| Nagytapolcsány                           | Nagytapolcsány, heute Topoľčany              |
| Privigye                                 | Privigye, heute Prievidza                    |
| Érsekújvár, heute Nové Zámky             | Nagysurány, heute Šurany                     |
| Miava                                    | Miava, heute Myjava                          |
| Szenic                                   | Szenic, heute Senica                         |
| Szakolca, heute Skalica                  | Holics, heute Holíč                          |
| Pöstyén                                  | Pöstyén, heute Piešťany                      |
| Nyitrazsámbokrét                         | Nyitrazsámbokrét, heute Žabokreky nad Nitrou |
| Stadtbezirke (rendezett tanácsú városok) |                                              |
| Nyitra, heute Nitra                      |                                              |
| Érsekújvár, heute Nové Zámky             |                                              |
| Szakolca, heute Skalica                  |                                              |